# Повернення Арсена Люпена (фільм)
«Повернення Арсена Люпена» (англ. «Enter Arsene Lupin») — американська екранцізація роману Моріса Леблана. Фільм знят 1944 року режисером Фордом Бібі. У головних ролях — Чарльз Корвін та Елла Рейнс.

## Сюжет
Король злодіїв Франції Арсен Люпен помічає у англійської мандрівниці Стейсі, що подорожує поїздом коштовний смарагд і викрадає його. Але при цьому він так захоплюється хазяйкою каменю, що вирішує повернути його. В цей час він дізнається, що планується вбивство Стейсі. Арсен Люпен вирішує врятувати її.

## У ролях
- Чарльз Корвін — Арсен Люпен
- Елла Рейнс — Стейсі Канарес
- Дж. Керрол Нейш — Ганімард
- Джордж Доленц —  Дубос
- Гейл Сондергаард — Бессі
- Ліліен Бронсон — Вілер
- Голмс Герберт — Джобсон
- Тед Купер — Картрайт